# Zephyrine

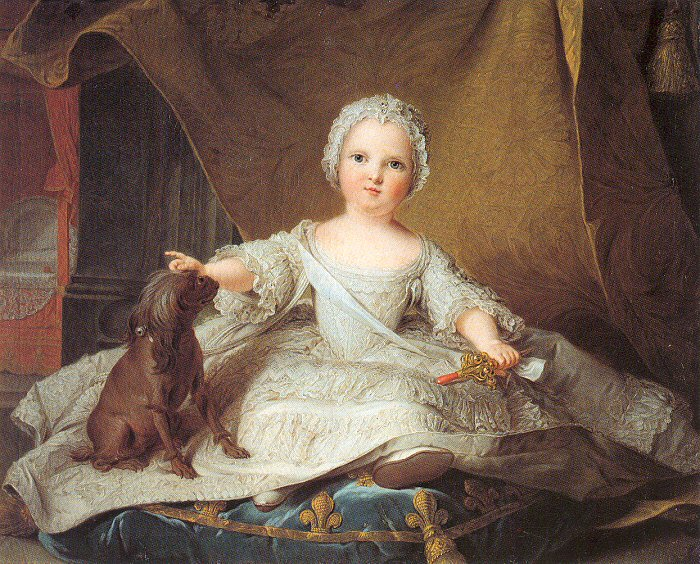
Marie Zéphyrine von Frankreich

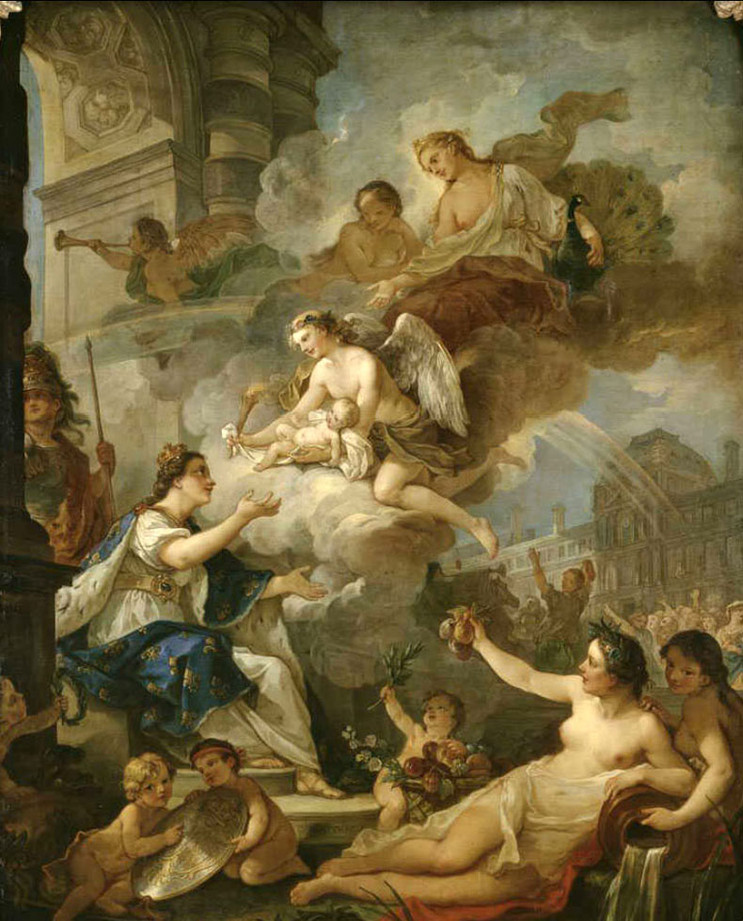
Sinnbild der Geburt von Marie Zéphyrine von Frankreich

Zephyrine ist ein weiblicher Vorname.

## Herkunft und Bedeutung
Der Name Zephyrine entstammt der griechischen Sprache und lehnt sich an den Heiligen Zephyrinus, Bischof von Rom von 198 bis 217, an. Der Name bedeutet „der Westwind“.
Die weibliche Variante des Namens kam durch die Tochter Marie Zéphyrine (* 26. August 1750; † 2. September 1755) von Louis, Dauphin von Frankreich und Maria Josepha von Sachsen auf, die am Gedenktag des Heiligen Zephyrinus geboren wurde.

## Varianten
Die männliche Form des Vornamens ist Zephyrinus und Zephyrin.
- französisch: Zéphyrine, Zéphirine[1]
- italienisch: Zeffirina
- spanisch: Ceferina

## Namenstag
Als Namenstag wird seit 1970 der 20. Dezember gefeiert. Zuvor war der Gedenktag der 26. August.

## Namensträger
- Amalie Zephyrine von Salm-Kyrburg (1760–1841), Ehefrau des Erbprinzen Anton Aloys von Hohenzollern-Sigmaringen und gilt als die „Retterin Hohenzollerns“
- Marguerite Victoire Zéphirine Anna De Riemaecker-Legot (1913–1977), belgische Politikerin und die erste weibliche Ministerin Belgiens.